# Велес (город, Колумбия)
Велес (исп. Vélez) — город и муниципалитет в северо-восточной части Колумбии, на территории департамента Сантандер. Входит в состав провинции Велес.

## История
Поселение, из которого позднее вырос город, было основано 14 сентября 1539 года.

## Географическое положение

Муниципалитет Велес

Город расположен в юго-западной части департамента, в горной местности Восточной Кордильеры, на расстоянии приблизительно 132 километров к юго-западу от города Букараманги, административного центра департамента. Абсолютная высота — 2160 метров над уровнем моря.
Муниципалитет Велес граничит на северо-западе с территорией муниципалитета Пуэрто-Парра, на северо-востоке — с муниципалитетом Симакота, на востоке — с муниципалитетами Санта-Элена-дель-Опон, Ла-Пас и Чипата, на юго-востоке — с муниципалитетами Гуэпса и Барбоса, на юге — с муниципалитетом Пуэнте-Насьональ, на юго-западе — с муниципалитетом Гуавата, на западе — с муниципалитетами Боливар и Ландасури. Площадь муниципалитета составляет 271,34 км².

## Население
По данным Национального административного департамента статистики Колумбии, совокупная численность населения города и муниципалитета в 2015 году составляла 19 057 человек.
Динамика численности населения муниципалитета по годам:
| 2005   | 2006   | 2007   | 2008   | 2009   | 2010   | 2011   | 2012   | 2013   | 2014   | 2015   |
| ------ | ------ | ------ | ------ | ------ | ------ | ------ | ------ | ------ | ------ | ------ |
| 19 755 | 19 664 | 19 590 | 19 523 | 19 460 | 19 393 | 19 324 | 19 255 | 19 185 | 19 118 | 19 057 |

Согласно данным переписи 2005 года мужчины составляли 49,8 % от населения Велеса, женщины — соответственно 50,2 %. В расовом отношении белые и метисы составляли 99,9 % от населения города; негры, мулаты и райсальцы — 0,1 %.
Уровень грамотности среди всего населения составлял 83,5 %.

## Экономика
Основу экономики Велес составляет сельское хозяйство.
52,7 % от общего числа городских и муниципальных предприятий составляют предприятия торговой сферы, 29,1 % — предприятия сферы обслуживания, 18 % — промышленные предприятия, 0,2 % — предприятия иных отраслей экономики.

## Транспорт
Через город проходит национальное шоссе № 62 (исп. Ruta Nacional 62).